# Sainte-Julie, Ain

Sainte-Julie este o comună în departamentul Ain din estul Franței.